# 布吕讷
布吕讷（挪威語：Bryne，挪威語發音：[ˈbʁỳːnə] ⓘ）是挪威的一座城市，位于罗加兰郡。